# 元朗大球場
元朗大球場（げんろうだいきゅうじょう、中国語: 元朗大球場、英語: Yuen Long Stadium）は、香港の新界元朗区にある多目的スタジアムである。

## 概要
1968年に設立された。収容人数は4,932人。主にサッカーの試合に用いられる。現在、香港ファーストディビジョンリーグに所属する太陽ペガサスがホームスタジアムとして使用している。

## 開場時間
試合のスケジュールがない限り、午前6時30分から午後10時30分まで毎日一般開放されている。毎週水曜日が整備日となっている。

## 交通アクセス
香港MTR西鉄線の朗屏駅より徒歩約10分、または軽鉄水辺囲駅より徒歩5分。

## ギャラリー

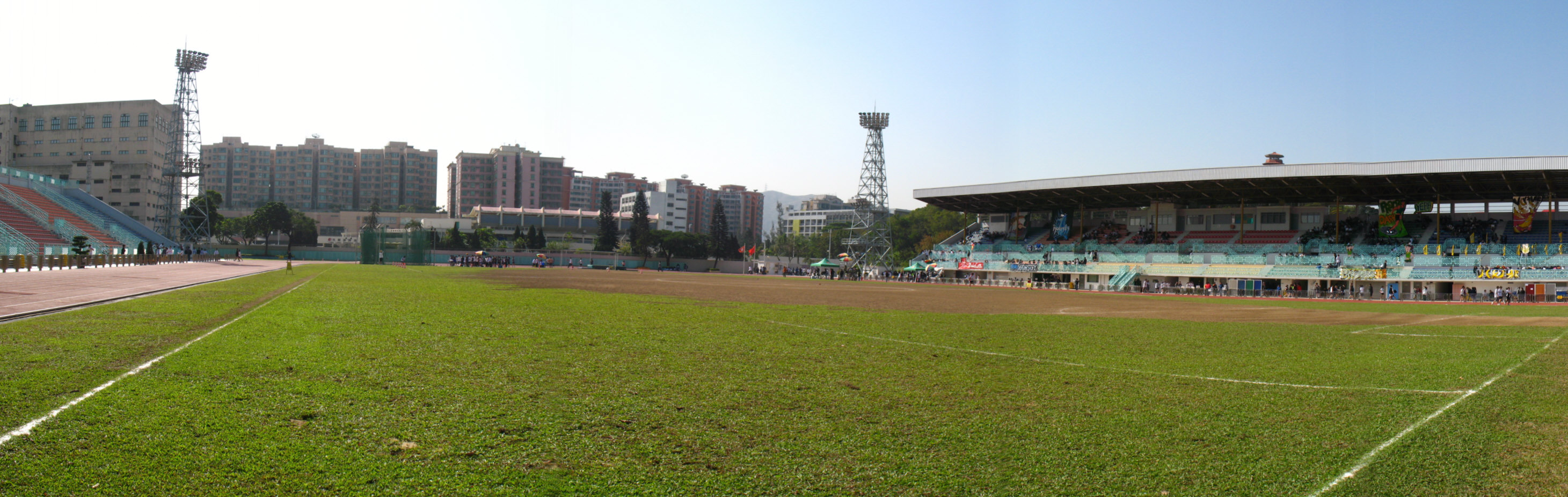
スタジアムの全景

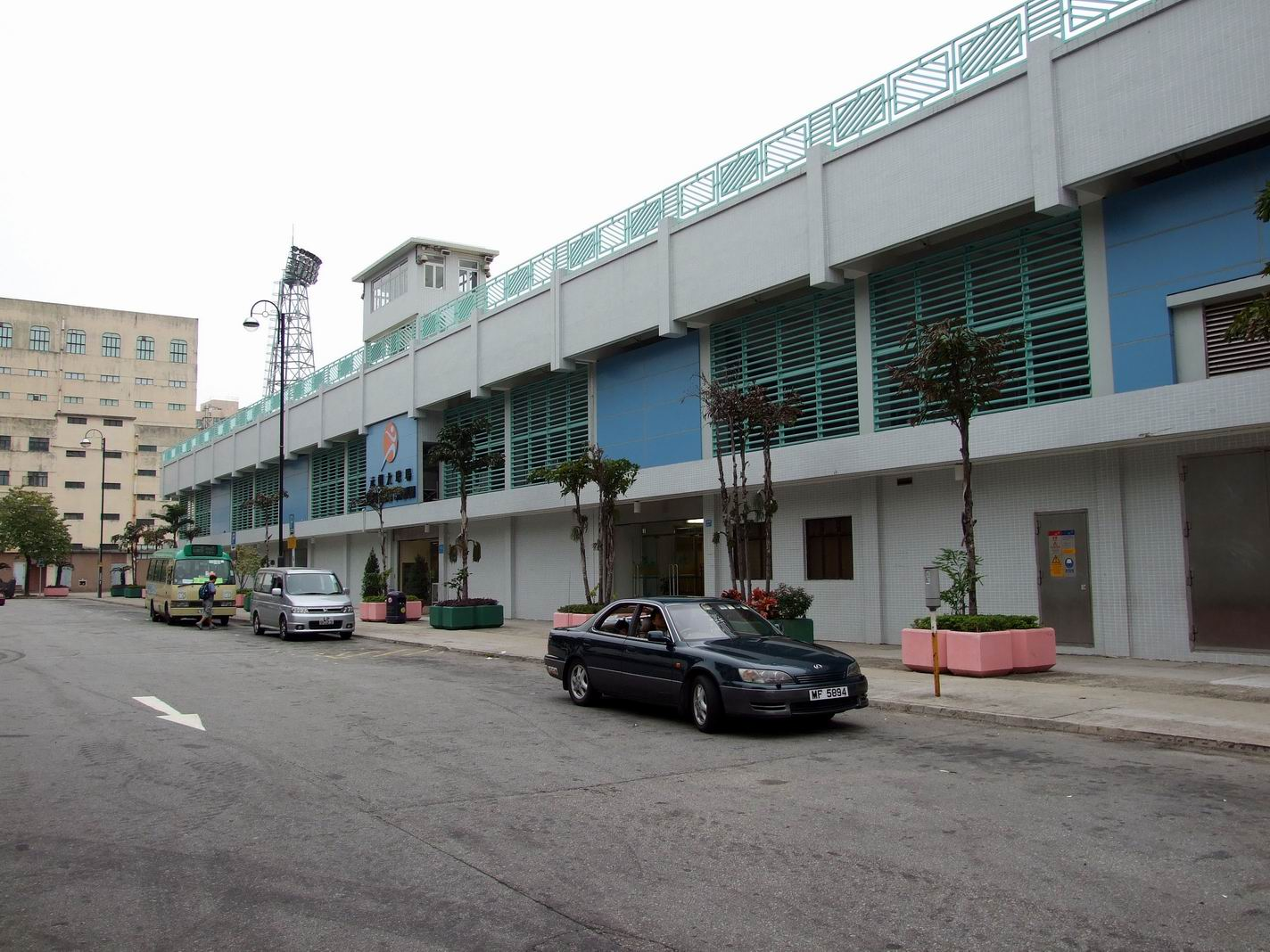
元朗大球場の外観
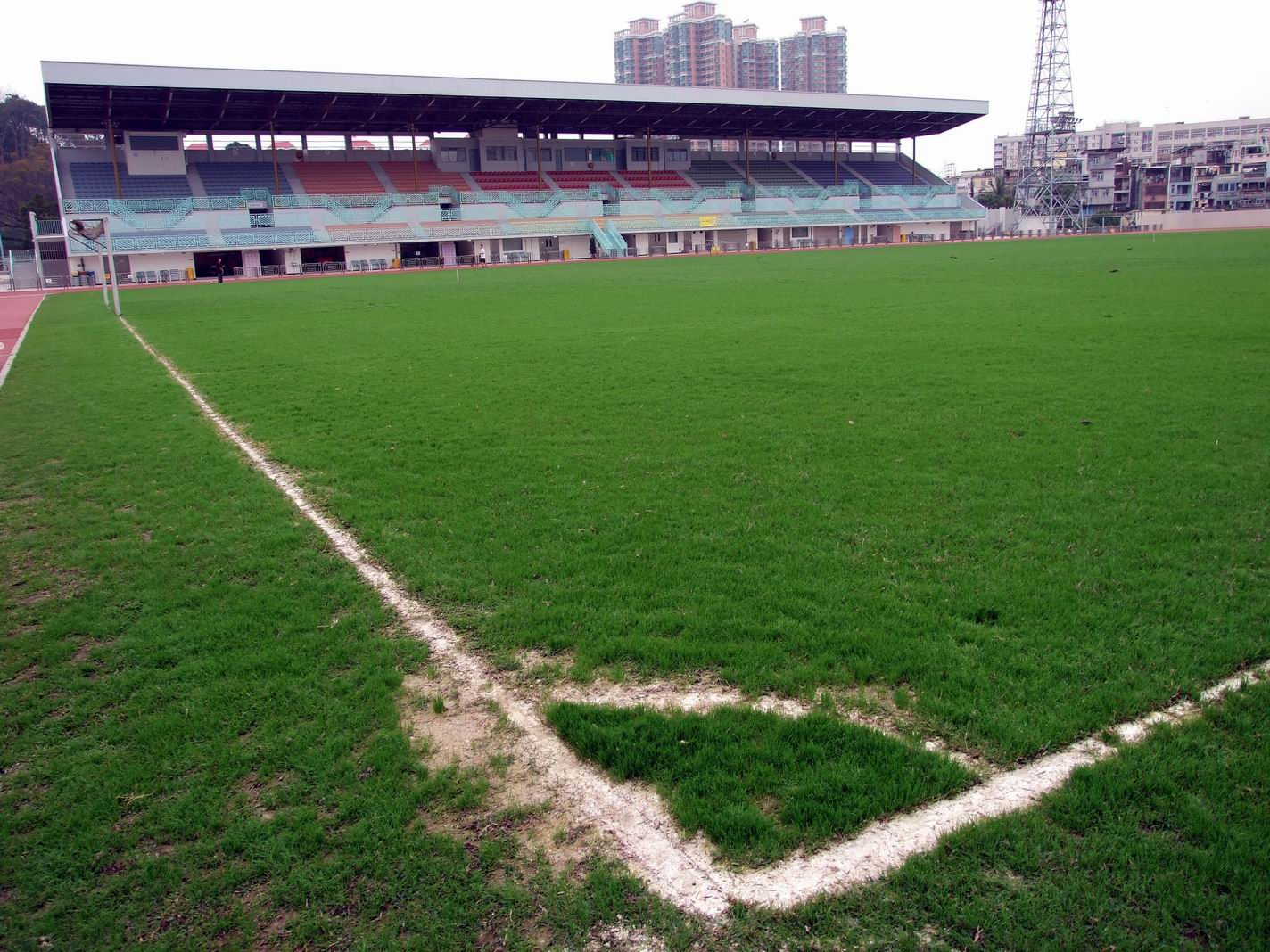
コーナー付近のピッチの様子
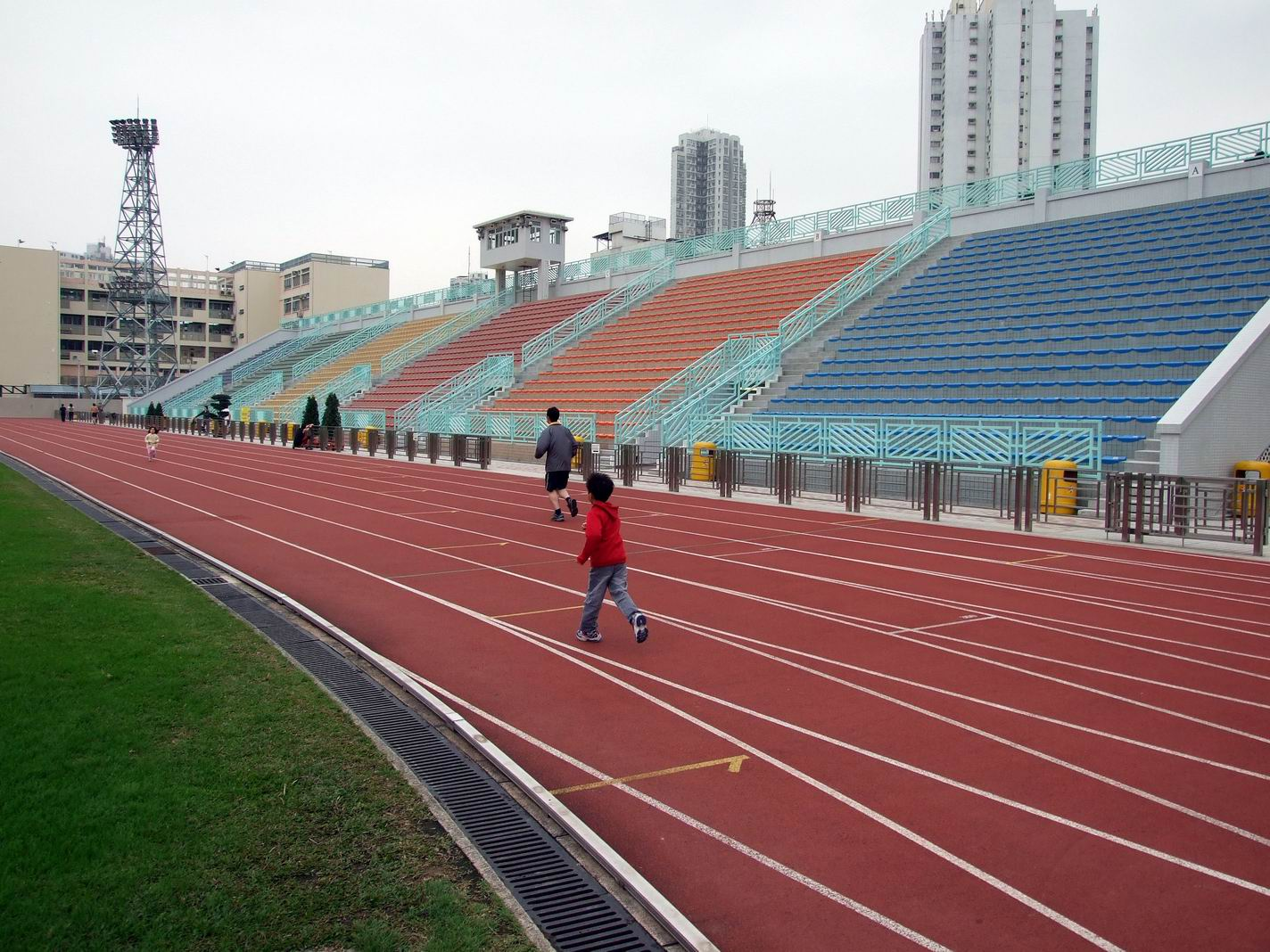
スタンドの様子
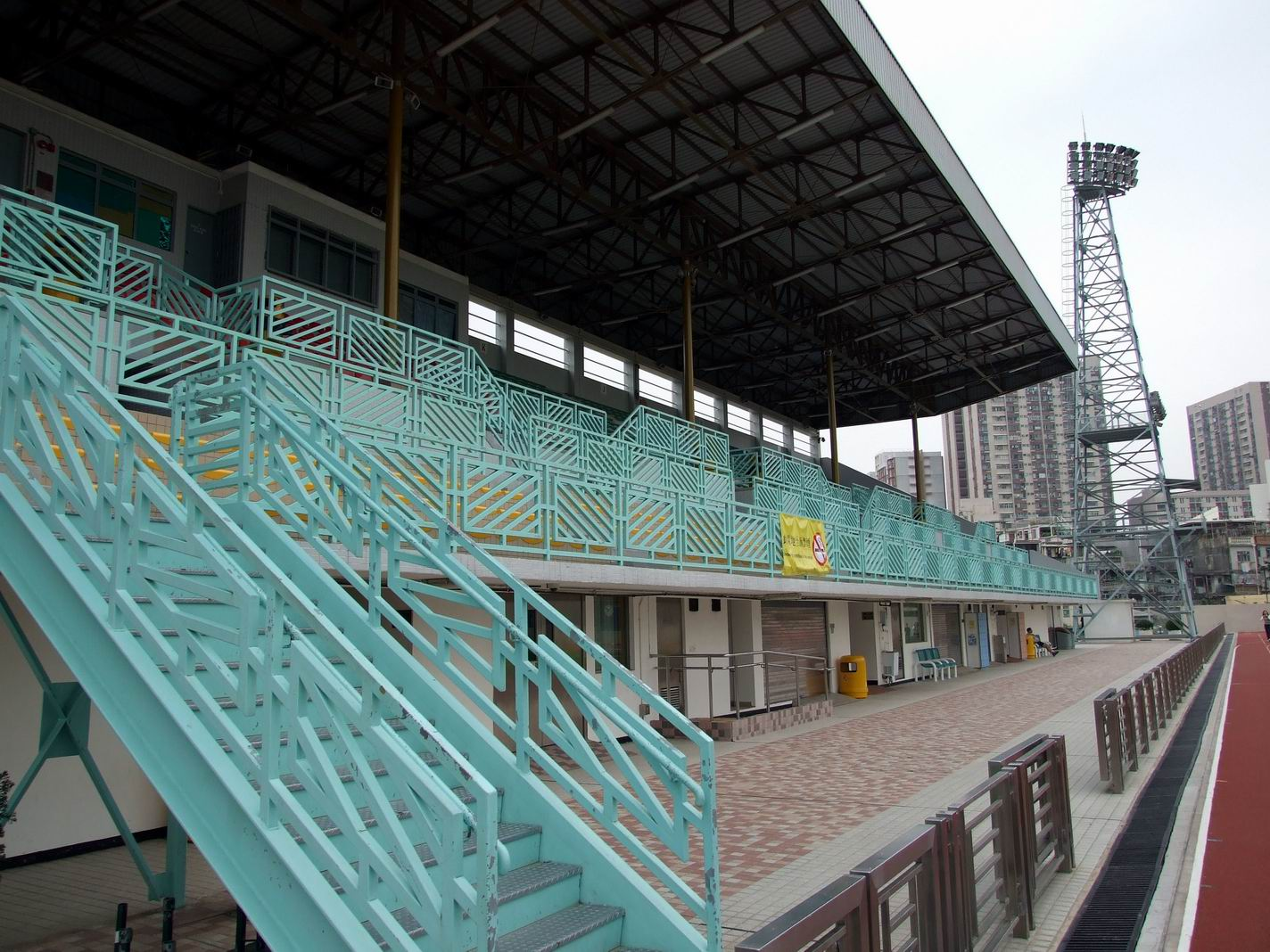
屋根付きメインスタンド
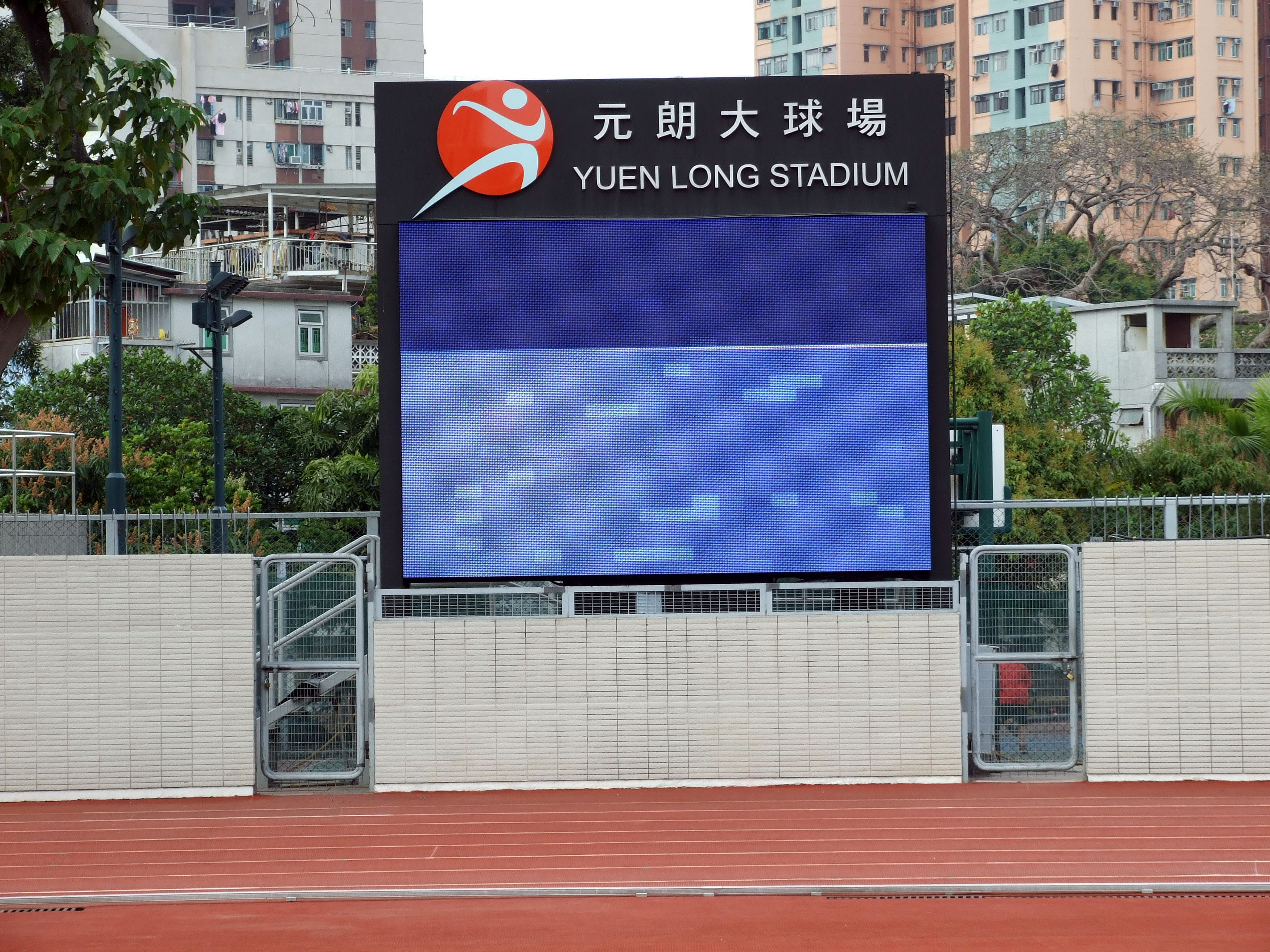
電光掲示板
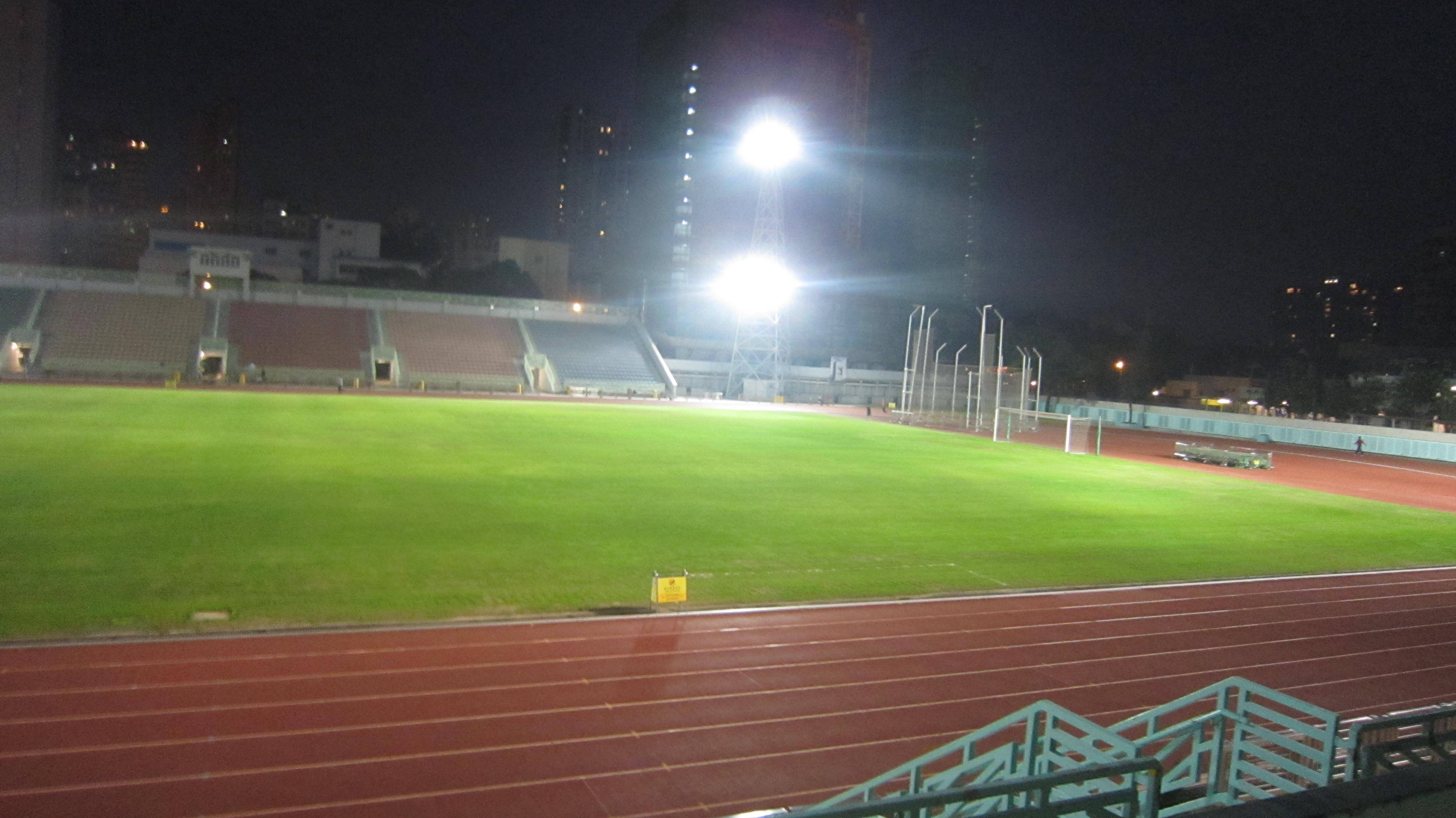
夜のスタジアムの様子